# Björkö (Korsholm)
Björkö is een Fins eiland dat samen met Replot en een aantal andere eilanden deel uitmaakt van de Kvarkenarchipel, gelegen in de Kvarken, het smalle middendeel van de Botnische Golf. Het eiland was aanvankelijk een eigen gemeente met de hoofdplaats Björköby, maar in 1973 is het toegevoegd aan de gemeente Korsholm. In 2010 had het eiland 380 vaste bewoners.

## Geschiedenis
Het eiland Björkö ontstond in de periode 800-900 n. Chr., toen er kleine stukken land uit de zee waren opgerezen. Geleidelijk werd het eiland groter door de aanhoudende bodemstijging, die nu nog steeds aan de gang is. Uiteindelijk, 400 tot 500 jaar later, was het eiland groot genoeg geworden voor de eerste nederzetting. Later, vanaf 1617, maakte dit eiland deel uit van een belangrijke postroute tussen Zweden en Finland, dat toentertijd deel uitmaakte van het koninkrijk Zweden. Deze route liep via de kortste verbinding over zee tussen de Holmöarna en Björkö. De lokale bevolking die deze gevaarlijke postroute onderhield, kreeg als tegenprestatie belastingvermindering, en sommigen werden vrijgesteld van militaire dienst. Vandaag de dag worden de prestaties van de moedige mannen die onder vaak zeer zware en gevaarlijke omstandigheden dit posttransport hebben verzorgd, jaarlijks in juni herdacht door een 'postrodden', waarbij vrijwilligers in ditzelfde type bootjes de oversteek maken; het even jaar in oostelijke en het oneven jaar in westelijke richting.

## Geschiedenis van verkeer en vervoer op het eiland
In 1907 werd er een regelmatige veerverbinding gestart tussen het eiland en de stad Vaasa op het Finse vasteland.
In 1954 werd deze verbinding overbodig doordat er een wegverbinding gemaakt werd met een dam en een kleine brug van Björkö naar het nabijgelegen eiland Replot, van waaraf al een veerverbinding naar het Finse vasteland bestond. In 1997 werd ook deze veerverbinding uit de vaart genomen vanwege de opening van de Replotbrug. Deze brug is vandaag de dag met 1045 meter de langste brug van Finland.